# Cécile Kyenge
Cécile Kashetu Kyenge; (IPA: seˈsil 'kaʃetu ˈkjɛŋɡe; született Kashetu Kyenge) (Kambove, Katanga, Kongói Demokratikus Köztársaság, 1964. augusztus 28.) olasz politikus, szemészorvos. 2013-ban a Letta-kabinet integrációs minisztere, 2014. május 25-én pedig az Európai Parlament tagja lett.

## Életpályája
A Kongói Demokratikus Köztársaságban egy bakunda törzsbeli katolikus, de poligám állami tisztviselő lányaként született, akinek még 38 gyermeke volt. Előbb a Kinshasai Egyetem orvosi karára szeretett volna beiratkozni, de a gyógyszerészetre irányították. Tizenkilenc évesen, 1983-ban tanulóvízummal inkább Olaszországba költözött. Egy évig külsősként járt be az előadásokra. Megélhetését egy Jóska nevű magyar emigráns pap, meg egy olasz filantróp hölgy biztosította. Azután egy püspök ösztöndíjat szerzett a számára. Az Szent Szív Katolikus Egyetem elvégzése után Modenában, Emilia-Romagna tartományban szemészorvos lett.
„DAWA” néven kulturális egyesületet alapított, hogy az Olaszország és Afrika, különösen szülőhazája, közötti integrációt és együttműködést ösztönözze. A Primo Marzo egyesület szóvivőjeként is aktívan kampányolt a bevándorlási jogokért Olaszországban.
1994-ben egy olasz mérnök vette feleségül a római katolikus vallás rítusa szerint, két lányuk született.
2013 februárjában őt választották meg az Olasz Demokrata Párt parlamenti képviselőjének Emilia-Romagnában. Két hónappal később, az Enrico Letta által létrehozott koalíciós kormányban kinevezték integrációs miniszterré, így a mindenkori olaszországi kabinetek első fekete minisztere lett. Aláírta a ius soli törvényjavaslatot, amely automatikusan állampolgárságot adna a bevándorlók Olaszországban született gyermekeinek. Minisztersége 2013. április 28-tól 2014. február 22-ig, kormánya megalakulásától, annak feloszlásáig tartott.
2014. július 1-jétől Északkelet-Olaszország egyik választókörzete baloldali európai parlamenti képviselője lett. A 21. század közepéig szinte teljesen ki akarja cserélni új hazája lakosságát, hogy megszűnjön az ellenérzés a fekete bevándorlókkal szemben.
A LIBE Bizottság tagjaként, a 2018-as magyarországi országgyűlési választási kampány alatt élesen támadta hazánkat elutasító migrációs politikája miatt, és még nemzetközi szankciókat is kilátásba helyezett.

## Külső hivatkozások
- Kamufotót közölt a pápával a miniszter, 2013

## Fordítás
Ez a szócikk részben vagy egészben  a   Cécile Kyenge című indonéz Wikipédia-szócikk ezen változatának fordításán alapul.  Az eredeti cikk szerkesztőit annak laptörténete sorolja fel. Ez a jelzés csupán a megfogalmazás eredetét és a szerzői jogokat jelzi, nem szolgál a cikkben szereplő információk forrásmegjelöléseként.
Politikai pályafutásaPártOlasz Demokrata PártVálasztókerületEmilia-Romagna